# Jean-Charles Valladont
Jean-Charles Valladont (n. 20 martie 1989, Besançon, Franța) este un arcaș ce a reprezentat Franța, medaliat olimpic. A participat la 4 ediții ale Jocurilor Olimpice (2008, 2016, 2020, 2024) în care a câștigat două medalii de argint.